# Echinaster colemani
Echinaster colemani är en sjöstjärneart som beskrevs av Ross Robert Mackerras Rowe och Albertson 1987. Echinaster colemani ingår i släktet Echinaster och familjen krullsjöstjärnor. Inga underarter finns listade i Catalogue of Life.